# Max Brand (calciatore)
Max Brand (Berna, 8 gennaio 1895 – Berna, 16 agosto 1973) è stato un calciatore svizzero, di ruolo attaccante.

## Carriera

### Nazionale
Esordisce in Nazionale il 6 marzo 1921 contro l'Italia, sfida vinta 2-1. Totalizza 10 presenze e 3 reti tra il 1921 e il 1927 con la Nazionale svizzera, giocando sempre incontri amichevoli.